# جاي كرايغ ثورب
جاي كرايغ ثورب (بالإنجليزية: J. Craig Thorpe)‏ هو رسام أمريكي، ولد في 1948.